# کوهی نیشینو
کوهی نیشینو (انگلیسی: Kohei Nishino؛ زادهٔ ۱۵ آوریل ۱۹۸۲) بازیکن فوتبال اهل ژاپن است.